# Darkstep
Darkstep è un sottogenere del drum and bass, che fonde elementi darkcore con i ritmi breakbeat ed influenze noise. I brani darkstep sono tipicamente strutturati su una scala cromatica. Il sound è simile a quello del neurofunk, anche se i ritmi risultano essere più complessi e pesanti.